# Salticus tenebricus
Salticus tenebricus är en spindelart som beskrevs av Arthur Urquhart 1884 [1885. Salticus tenebricus ingår i släktet Salticus och familjen hoppspindlar. Inga underarter finns listade i Catalogue of Life.